# Abguss- und Antikensammlung des Archäologischen Instituts der Philipps-Universität Marburg

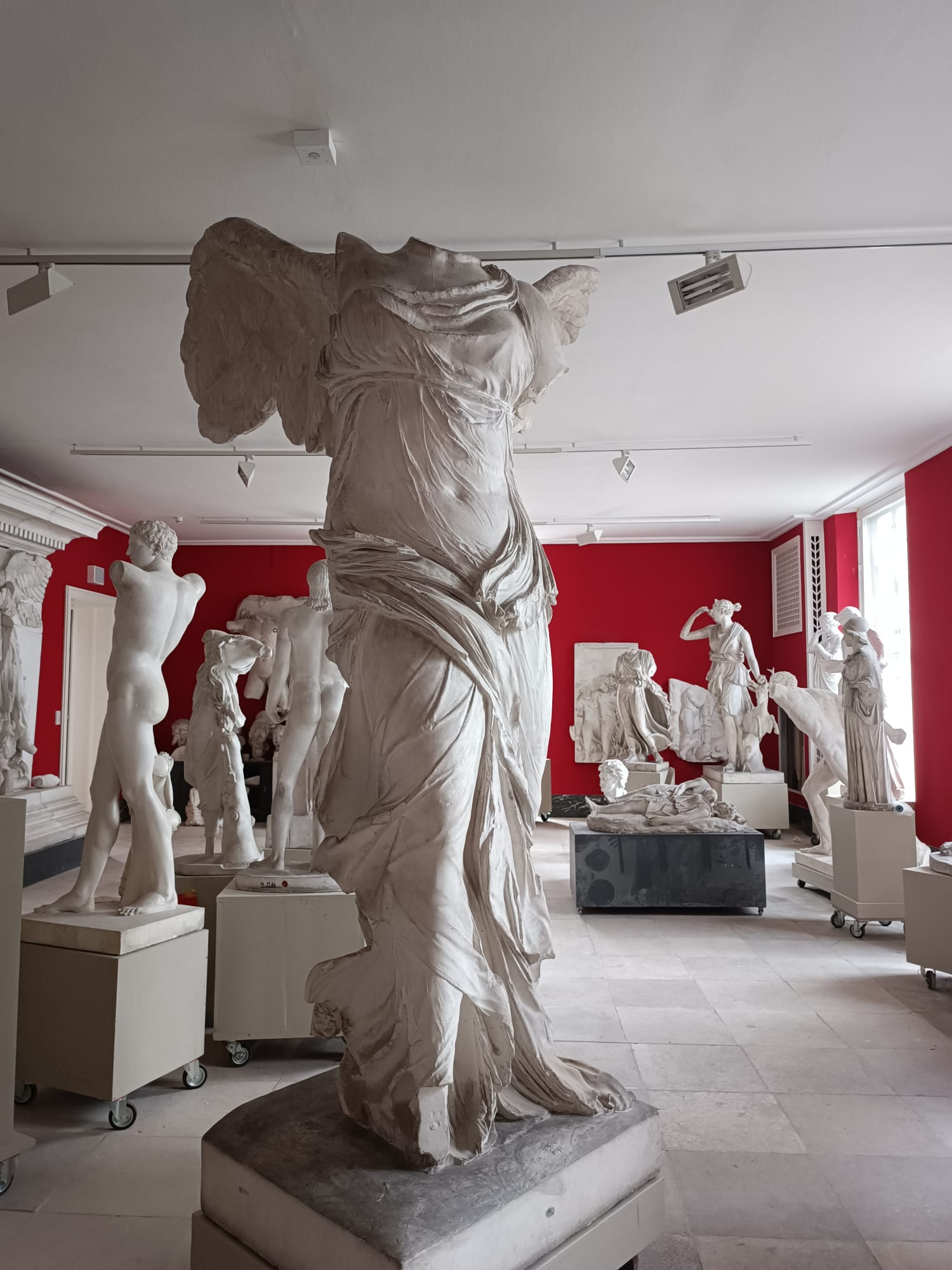
Blick in einen der Sammlungssäle (2022). Im Vordergrund ein Abguss der Nike von Samothrake

Die Sammlung des Archäologischen Instituts der Philipps-Universität Marburg beherbergt 570 griechische und römische Gips-Abgüsse von antiken Skulpturen aus der ganzen Welt sowie 1.500 Originale. Die Abgusssammlung befindet sich heute im Kunstgebäude der Philipps-Universität Marburg, dem ehemaligen Ernst-von-Hülsen-Haus bzw. Jubiläumsbau, und war vor allem für die didaktische Unterstützung in der Lehre vorgesehen.

## Geschichte
Bereits im Jahre 1866 wurde, auf Initiative des Philologen und Althistorikers Curt Wachsmuth, ein Fonds zur Begründung einer Abgusssammlung für die Universität Marburg eingerichtet. Ludwig von Sybel, welcher die erste Marburger Professur für Klassische Archäologie innehatte, organisierte die Anschaffung verschiedener Abgüsse, vor allem mit dem Zweck, die Studierenden didaktisch zu unterstützen. Die Unterbringung der verschiedenen Skulpturen erfolgte zunächst im Komturhaus, ab 1885 wurde sie schließlich in das Reithaus, welches heute als Institut für Leibesübungen der Universität Marburg dient, verlegt. Aus dem Verzeichnis von Sybels geht hervor, dass den Mittelpunkt der Präsentation im Reithaus die griechische Plastik bildete, die teilweise chronologisch und teilweise nach Künstlern angeordnet war. Von Sybel selbst fertigte eine grafisch-schematische Darstellung der Aufstellung an. Eine chronologische Ausstellung der Abgüsse konnte sonst jedoch nicht beibehalten werden, da dem Seminar für Klassische Archäologie erst nach und nach Räume zugeteilt wurden und ein Umstellen der teils schweren Gipse ein zu großes Unterfangen dargestellt hätte. Seit 1878 gelang es von Sybel zudem auch, einige Originale, vor allem aus dem Nachlass von Rauchs und anderer Privatpersonen, zu erwerben. Darunter waren überwiegend Gemmen, Terrakotta-Statuetten und Bronzegeräte, sowie Münzen und Marmorproben aus Rom und Trier, welche sich heute in der Antikensammlung der Universität befinden.
Die Betreuung der Abgusssammlung fiel nach von Sybels Pensionierung 1911 seinem Nachfolger Paul Jacobsthal zu, der bei dem Erwerb neuer Abgüsse und Originale vor allem seine eigenen Forschungsinteressen zu berücksichtigen schien. Darunter waren melische Reliefs (heute sogenannte Jacobsthal-Reliefs) und griechische Tongefäße, aber auch Objekte, die nicht in den Kontext der Klassischen Archäologie fallen, fanden durch Jacobsthal den Weg in die Sammlung, wie beispielsweise etruskische und keltische Kunstwerke. 1927 zog die Abgusssammlung in die eigens vorgesehenen Räume des gerade eingeweihten Jubiläumsbaus um. Durch die Steinböden, erhöhte Decken und hochsitzende Fenstern sollte eine optimale Präsentation der Objekte ermöglicht werden. Im Zuge dessen konnten zudem 40 weitere Abgüsse erstanden werden. Allerdings musste durch den Entscheid des damaligen Universitätspräsidenten im Jahre 1992 einer der fünf Ausstellungsräume an das Kunstgeschichtliche Institut abgetreten werden.
Zur Sammlung gehört ferner eine kleine Münzsammlung von etwa 1000 Stücken.

## Ausstellung
Die Originalsammlung befindet sich seit 2013 im Gebäude Biegenstraße 9 und ist nicht für die Öffentlichkeit zugänglich. Die Gipsabgüsse hingegen sind zumindest für Lehrende und Studierende im Kunstgebäude erreichbar und chronologisch auf vier Räume sowie Ober- und Erdgeschoss aufgeteilt. Nach der Renovierung im Jahre 1992 musste ein Raum der Abgusssammlung aufgegeben werden, der dadurch entstandene Platzmangel erlaubt keine museale Ausstellungsmöglichkeit der Gipse. Im Zuge dessen wurden aber einige Abgüsse mit Rollen ausgestattet, was ein leichteres Bewegen und Betrachten der Objekte ermöglichte, sodass sie damit ihrer ursprünglichen Funktion, der Unterstützung der Lehre, dennoch weiter nachkommen können. Die letzten Ausstellungen wurden vor allem im Rahmen von Seminaren zur Verfügung gestellt, deren Führungen von Studierenden übernommen wurden. Darunter waren etwa die Ausstellungen „Die Welt des Dionysos“ (2002), „Kleidung im archaischen und klassischen Griechenland“ (2005) und „Athena. Facetten einer Göttin des antiken Griechenlands“ (2008).